# Pawilon Ministerstwa Komunikacji na MTP

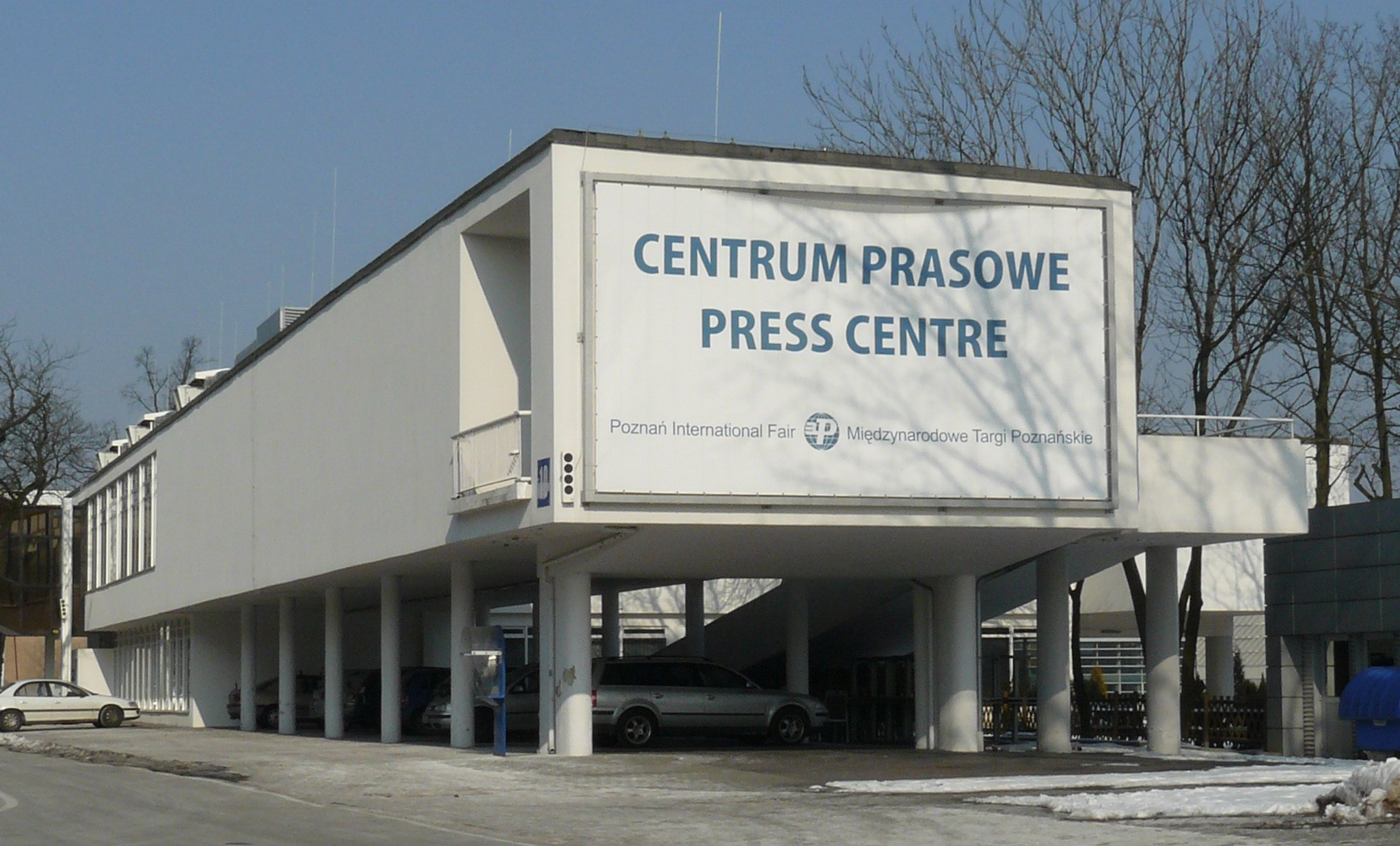
Tylna część pawilonu

Pawilon Ministerstwa Komunikacji (nr 10) – modernistyczny pawilon targowy, zlokalizowany w centralnej części MTP w Poznaniu, przy Placu Centralnym (Świętego Marka).
Ten niewielki obiekt był pierwszym po wojnie pawilonem zbudowanym dla Targów. Powstał w 1949 roku, według projektu Bolesława Szmidta, twórcy związanego z MTP i naczelnego architekta wystawy. Dzięki wolnemu planowi budynek jest jednym z najlepiej rozplanowanych i najbardziej funkcjonalnych na Targach. Ze względu na swoje proporcje, kubistyczną bryłę częściowo osadzoną na słupach oraz minimalistyczny modernistyczny detal architektoniczny wciąż odbierany jest jako nowoczesny. Płaski dach i doświetlenie wnętrza za pomocą oryginalnych kopuł jest kolejną cechą modernistycznej architektury zastosowaną przez projektanta. Detal i aranżacje wnętrz są dziełem plastyków Szynkowskiego i Jezierskiego.
Według Piotra Marciniaka, pawilon dzięki zastosowaniu wertykalnych elementów, przypominających żaluzje nawiązuje sylwetką do ery rodzącej się podówczas w Polsce telewizji.
Pawilon Ministerstwa Komunikacji jest obecnie Centrum Prasowe Targów i odbywają się tutaj konferencje prasowe oraz niektóre uroczyste wydarzenia.